# 5711 Eneev
Az 5711 Eneev (ideiglenes jelöléssel 1978 SO4) egy kisbolygó a Naprendszerben. Ljudmila Ivanovna Csernih fedezte fel 1978. szeptember 27-én.